# Miyako-eilanden
De  Miyako-eilanden (Japans: 宮古諸島, Miyako-shotō of 宮古列島, Miyako-rettō) zijn een eilandengroep die behoren tot de Japanse  prefectuur Okinawa. Het hoofdeiland Miyako is via bruggen verbonden met de eilanden Ikema, Kurema en Irabu.

## Eilanden
De volgende eilanden maken deel uit van de eilandengroep Miyako:
- Ikema (池間島)
- Irabu (伊良部島)
- Kurima (来間島)
- Minna (水納島)
- Miyako (宮古島)
- Ogami (大神島)
- Shimojo (下地島)
- Tarama (多良間島)

## Ligging
De Miyako-eilanden vormen het oostelijke deel van de Sakishima-eilanden. Ze liggen een paar honderd kilometer ten oosten van Taipei, Taiwan en ten zuidoosten van het het eiland Okinawa.
De eilanden worden tot het zuidelijke deel van de Riukiu-eilanden gerekend. Historisch gezien behoorden de eilanden samen met de Amami-eilanden, de Okinawa-eilanden en de Yaeyama-eilanden tot het Koninkrijk Riukiu.

## Cultuur
De eilanden hebben hun eigen inheemse taal het  Miyako, die behoort tot de Ryukyu taalgroep. Men kan binnen deze taal twee dialecten onderscheiden het Irabu, naar het gelijknamige en kleinere eiland, en het Miyako, de taal van het hoofdeiland. De taal is nauw verwant met het  Yaeyama.

## Bezienswaardigheden
- Higashi-hennazaki is de meest oostelijke punt van het eiland. Vanaf dat punt is er een prachtig uitzicht te zien over de zee. Aan het eind van de kaap is een vuurtoren gebouwd vanwaar je een uitzicht van 320 graden over de oceaan hebt. Dit punt staat bekend als een van de mooiste plekken van Japan.
- Maehama beach,
- Duits Cultureel Centrum,
- Painagama beach,
- Yabuji, een schitterend koraalrif, dat 15 km meet in noord-zuidelijke richting en 10 km in oost-westelijke richting.
- Het uitzicht vanaf Irabu-jima, het meest noordelijke eiland.

## Wetenswaardigheden
- Miyako is een populaire vakantiebestemming voor Japanners. Andere etniciteiten zijn er op het eiland nagenoeg niet te vinden.
- Elk jaar wordt er een grote marathon gehouden op dit eiland.
- Er zijn veel resorts en hotels op dit eiland.